# Макгрегор (Манітоба)
Макгрегор (англ. City of MacGregor) — місто в області Центральні рівнини, у південній частині провінції Манітоба в Канаді. Макгрегор отримав статус міста 1 січня 2015 року, коли він об'єднався з сільською громадою Північного Норфолка, щоб утворити муніципалітет Північного Норфолка. Макгрегор розташований приблизно за 130 км (81 миля) на захід від Вінніпегу та 80 км (50 миль) на схід від Брандона. Місто оточено фермами, а Транс-Канадійське шосе розташоване на північ від Макгрегора.